# Emmanuel Kakou
Emmanuel Kakou (30 juni 2005) is een Ivoriaans voetballer die bij voorkeur als  rechtsback speelt. Hij tekende in 2024 voor Cercle Brugge.

## Clubcarrière
Cercle Brugge haalde Kakou in januari 2024 weg bij de Ivoriaanse Reference Foot Academy. Op 22 september 2024 debuteerde hij in de Eerste klasse tegen KV Mechelen. Hij kreeg een basisplaats van coach Miron Muslic en speelde de volledige wedstrijd, die Cercle met 2–0 verloor.